# 貓爪扁蚜
貓爪扁蚜（学名：Astegopteryx nekoashi）为扁蚜科刺額扁蚜屬下的一个种。